# Билокси Блюз (фильм)
«Билокси Блюз» (англ. Biloxi Blues) — американская комедийная драма режиссёра Майка Николса, снятая на основе одноимённой пьесы Нила Саймона.

## Сюжет
1945 год, двадцатилетний бруклинец Юджин Моррис Джером впервые в жизни оказывается в суровой реальности военного лагеря в Билокси. Вместо развлечений — муштра и солдатские нравы. Но, по мере того, как он вместе с другими недотёпами узнает, что такое дисциплина, с ним случаются разнообразные комические приключения.

## Создатели

### Съёмочная группа
- Режиссёр — Майк Николс
- Продюсеры — Джозеф М. Караччоло, Мэрикэй Пауэлл, Рэй Старк
- Автор сценария — Нил Саймон
- Композитор — Жорж Делерю
- Оператор — Билл Батлер
- Монтаж — Сэм О’Стин

### В ролях
| Актёр           | Роль                |
| --------------- | ------------------- |
| Мэттью Бродерик | Юджин Моррис Джером |
| Кристофер Уокен | Сержант Туми        |
| Мэтт Малхерн    | Джозеф Выковски     |
| Кори Паркер     | Арнольд Эпштейн     |
| Маркус Флэнеган | Рой Селридж         |
| Кэйси Семашко   | Дон Карни           |